# Miley Stewart
Miley Ray Stewart is het centrale personage in de mediafranchise Hannah Montana, gespeeld door Miley Cyrus. Het personage is ontstaan in de Disney Channel-serie Hannah Montana en verscheen ook in de speelfilm Hannah Montana: The Movie. Miley is een normale tiener die, als haar alter ego Hannah Montana, in het geheim een dubbelleven als een wereldberoemde popster leidt.

## Personage: ontwikkeling
Het personage heette oorspronkelijk Chloe Stewart. Haar naam werd later veranderd in Miley Stewart toen duidelijk werd dat Miley Cyrus de rol kreeg.

## Personage: achtergrondverhaal
Miley werd geboren in de fictieve stad Crowley Corners in Tennessee op 23 november 1992 (echte geboortedatum van Cyrus). Haar familie bestond uit haar ouders Robby en Susan Stewart en een oudere broer genaamd Jackson. Ze heeft ook veel familie in haar uitgebreide familie, inclusief haar grootmoeder Ruthie Stewart, tante Dolly (gespeeld door Dolly Parton), oom Earl en tante Pearl, en een nicht genaamd Luanne. De karakteriseringen gegeven aan de meeste van haar familieleden zijn het plezier hebben op het stereotype van een boerenkinkel. Ze had ook een varken als huisdier genaamd Luanne en een hamster genaamd Leslie. Ze heeft een paard met de naam Blue Jeans, dat vanuit Tennessee naar Malibu kwam om te wonen met Miley en haar familie.
Miley heeft de liefde voor muziek van haar vader, die een populaire countryzanger was. Haar ouders herkenden Mileys potentieel en gaven haar een gitaar op 25 december 2000.
Mileys moeder, Susan, (Brooke Shields) is geboren op 12 april 1969 en is overleden tegen de tijd dat Miley tien jaar oud was. Het was in deze tijd dat haar vader afscheid nam van zijn muzikale carrière en het gezin verhuisde naar Malibu, Californië waar ze wonen in een Beach House met vier badkamers.
Tegen de tijd dat ze dertien jaar oud was, werd Miley een beroemde popster onder de artiestennaam "Hannah Montana". Ze gaat naar grote lengten om zichzelf te vermommen als Hannah in om haar ware identiteit geheim te houden, behalve voor degenen die het dichtst bij haar staan.

## Hannah Montana
Hannah Montana is Miley Stewarts alter ego. Hannah bestaat als een geheime identiteit, een zeer populaire en invloedrijke wereldwijde popster. Veel Hannah-fans zijn zich niet bewust dat ze in feite gewoon een normaal tienermeisje is.

### Verschijning
Hannahs blonde pruik is het belangrijkste verschil tussen haar en de brunette Miley, hoewel Hannah ook meer extravagante kleding draagt, soms make-up en een grote zonnebril. In het Hannah Montana-verhaal is de beroemde blonde pruik uitgezocht door Roxy, Hannahs bodyguard. (In het echte leven, was de pruik niet gekozen tot de tweede aflevering. De oorspronkelijke pruik was te zien in de pilot en het was een iets andere stijl).